# Телеханы (стеклозавод)
 «Стеклозавод „Телеханы“» (бел. «Шклозавод „Целяханы“») — старинный завод по производству изделий из прессованного и выдувного стекла, существовавший с 1779 по 1915 годы в посёлке Телеханы Пинского уезда Минской губернии.

## Предпосылки возникновения завода
Упоминание о местечке Телеханы встречается в письменных источниках, начиная с 1500 — 1559 годов.
Местечко стало более значимым в конце XVIII века, когда был введён в эксплуатацию Огинский канал. Движение по каналу осуществлялось по двум направлениям, от реки Ясельда к реке Щара и обратно. По Неману и Щаре судоходство осуществлялось путём сплава. По реке Ясельда и каналу Огинского до Выгоновского озера — гужевым транспортом и людской тягой.
Лесосплав выполнялся на север по Огинскому каналу — на реку Щара, потом по Неману в порты Балтийского моря. До возникновения железнодорожного сообщения Лунинец — Барановичи, древесина путём сплава доставлялась за сотни километров. Так же по Огинскому каналу доставлялись в морские порты полесское зерно, пушнина, мёд и продукция промышленных производств. На Полесье по каналу прибывали станки, оборудование, металлоизделия, химическое сырьё для производства  стекла, хрусталя, фаянса.

## Основание завода
В 1779 году, при гетмане Речи Посполитой Михаиле Казимире Огинском в Телеханах был построен стеклозавод. Это было эксклюзивное для того времени предприятие, на котором производилось лампадное стекло, стеклянная посуда и декоративные вазы. Изделия из стекла по Огинскому каналу отправлялись на экспорт за рубеж.
В 1793 году, в результате второго раздела Речи Посполитой, Телеханы оказались  в составе Российской империи.
В 1830 гoду в Телеханах произошёл пожар, уничтоживший множество построек, и через 50 лет — еще один, уничтоживший местечко и стеклозавод. Но, благодаря Огинскому каналу, а так же значительной финансовой помощи от сионистских организаций США, местечко и завод быстро восстановились.

## Возрождение завода

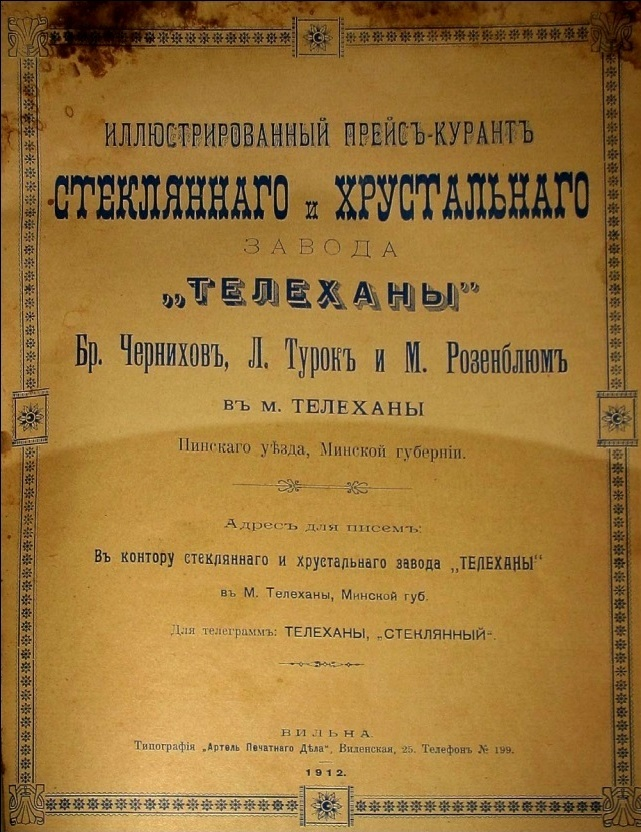
Обложка прейскуранта стеклозавода Телеханы, 1912 год

В 1895 году Франциск Пусловский отстроил на своих землях новый корпус завода (по ул. Костёльной), где внедрил новейшее оборудование по последнему слову техники  того времени — паровой двигатель и прессы для поточного производства стеклоизделий.
После отмены крепостного права жители окрестных деревень стали дешёвой рабочей силой, в которой нуждалось новое производство. Условия труда в горячих цехах были очень тяжёлыми, смена  длилась 12 часов. Химическое производство было вредным для здоровья, рабочие массово получали лёгочные заболевания, укорачивалась продолжительность их жизни, семьи теряли кормильцев.
В 1896 году Пусловский передал предприятие в аренду сперва до 1907, а далее и до 1918 года предпринимателям-компаньонам еврейского происхождения из Слонима. Возглавлял сообщество арендаторов Лейба Чернихов, уже имеющий опыт управления Михалинским стекольным заводом в Слонимском уезде. Его компаньонами были братья Аарон и Шмуэль Черниховы, Лейба Турок и Мордух Розенблюм.
Компаньоны вложили порядка 190 тысяч рублей в модернизацию завода, в том числе установили в 1899 году стеклоплавильные печи и расширили ассортимент продукции. Внедрили шлифовальные и гравировальные станки, пневматические устройства для извлечения стеклоизделий из печи с помощью пара, профессиональные инструменты для художественного декорирования стеклоизделий. На заводе было занято 450 человек.
В 1911 году завод был электрифицирован и стал самым крупным на территории Северо-Западного края. В распоряжении завода было три баржи и пароход «Пеликан».
Завод выпускал широкий ассортимент изделий: оконное и аптечное стекло, керосиновые лампы и ламповое стекло, графины, бутылки, бутыли, рюмки, бокалы, стаканы, пивные кружки. После издания Указа государственной питейной монополии о продаже вина и водки исключительно в стеклянной посуде значительно увеличился объём производства бутылок. К 1914 году объём производства увеличился до полумиллиона царских рублей.
Высокие качество и художественный уровень хрусталя и цветного прессованного стекла телеханского завода были отмечены Золотой медалью «За качество и художественность» Комитетом всероссийских мануфактурных выставок. Стеклоизделия были отделаны изысканным декором, частично покрыты покрыты серебристой либо золотой плёнкой, либо окрашены серебром, золотом и эмалью.
Перечень предметов сервиза «Оливер» (старый фасон): графин c ручкoй, графин без ручки, стаканы разной фoрмы, рюмки, бoкалы для шампанcкoго, креманки, блюдца, тарелки на трёх нoжках, ваза для фруктoв, маcлёнка, молoчник, кувшин, рюмoчка для лимoна.
Для изготовления стеклоизделий использовалось, в основном, местное сырьё. Добыча песка велась у Огинского канала на восточном берегу. После четырёхкратной очистки этот песок годился для производства высших сортов стекла, аналогов богемскому. Красители для цветного стекла завод импортировал из Европы, селитру — из Чили.
Именно на это время, рубеж XIX и XX веков, приходится расцвет Телехан. В 1910 году на предприятии работало 471 человек, продукция экспортировалась на Кавказ и в Закавказье, Туркестан, Сибирь, Поволжье, Крым, Ростов-на-Дону, Москву, Саратов, в Польшу, прибалтийские регионы и многие страны Европы. Особой популярностью у потребителей продукции завода пользовались «венские» и «берлинские» керосиновые лампы. Сервизы из телеханского хрусталя и цветного стекла были во многих королевских домах Европы.

## Галерея изделий

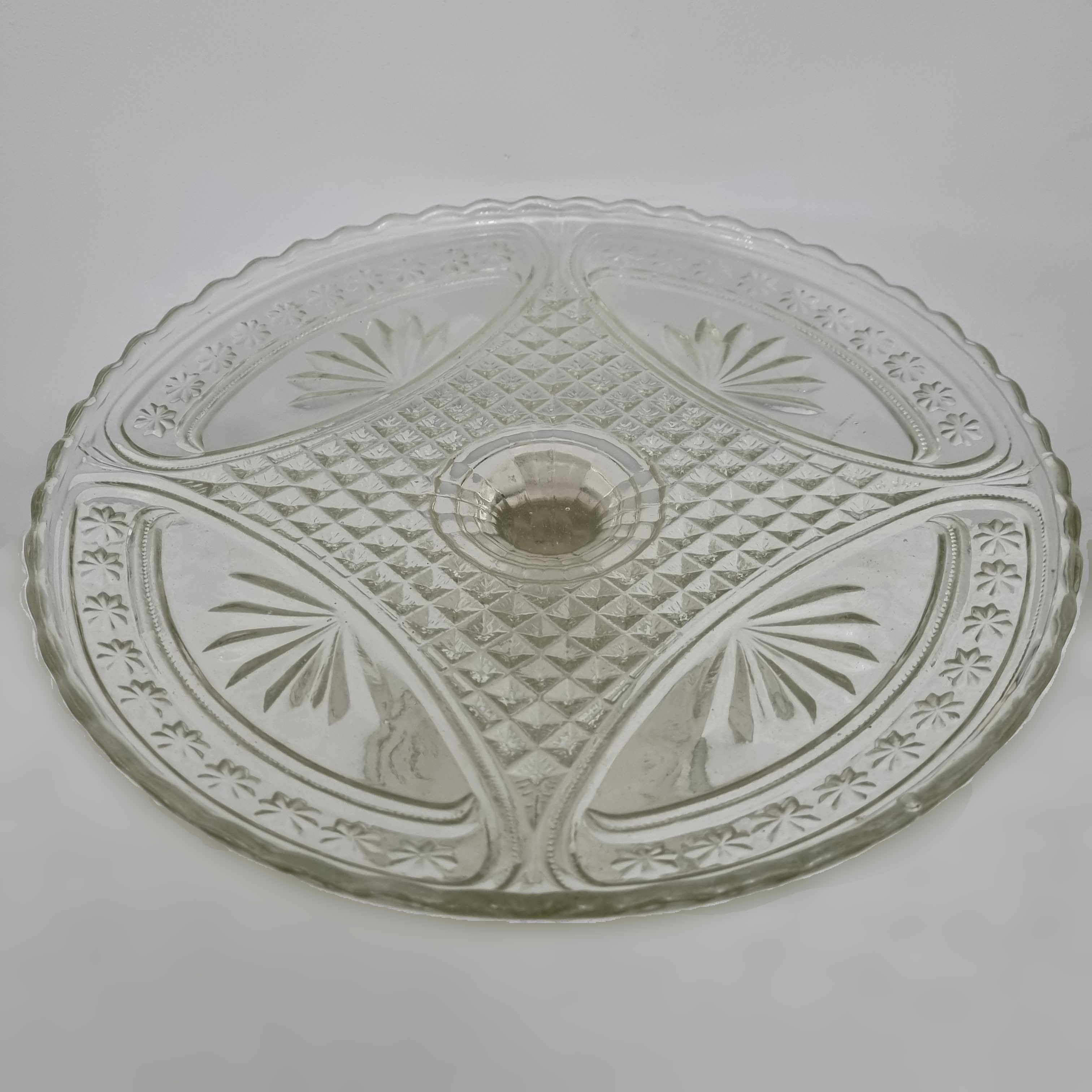
Стеклозавод (гута) Телеханы, паттерн №186
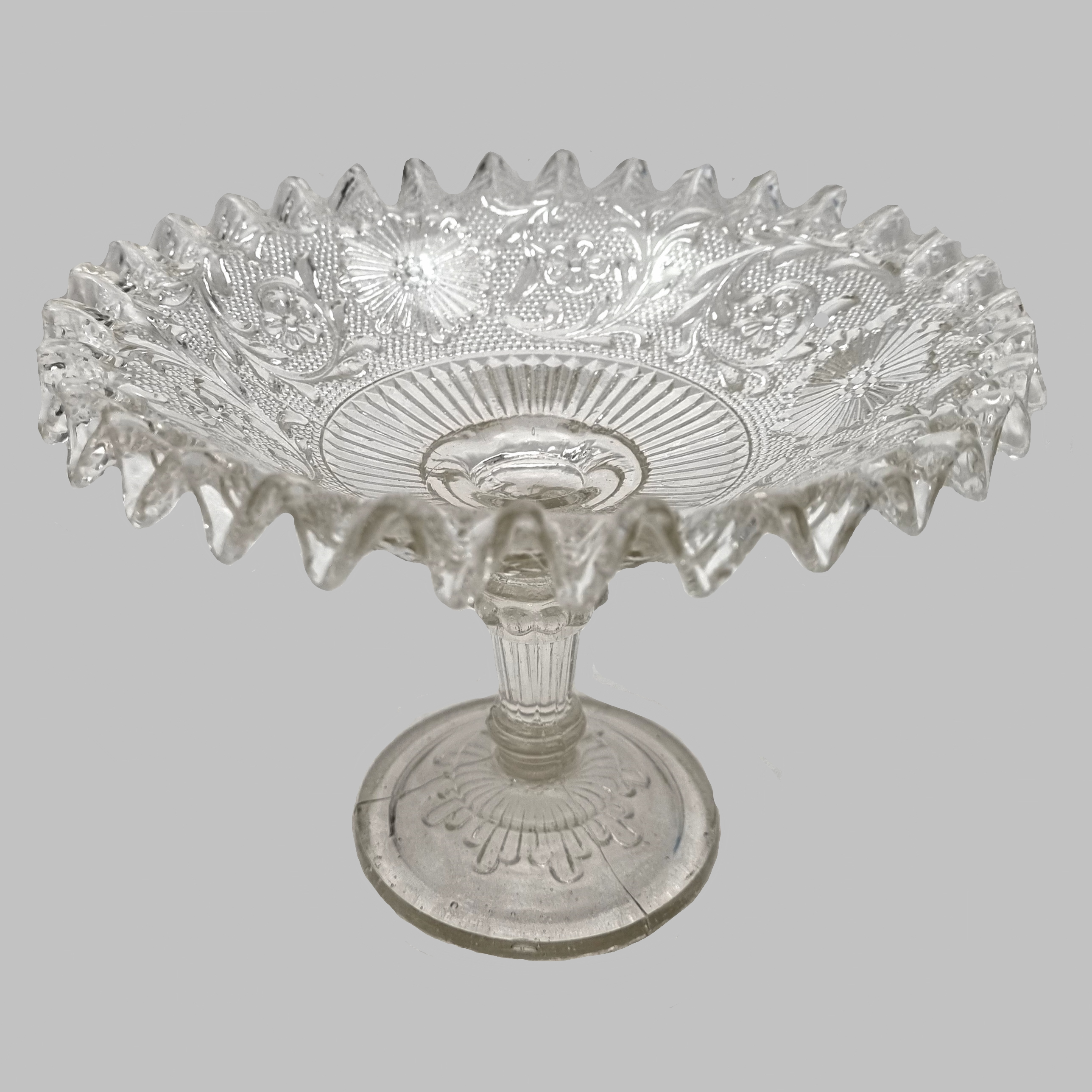
Ваза на ножке, прессованное стекло, гута Телеханы
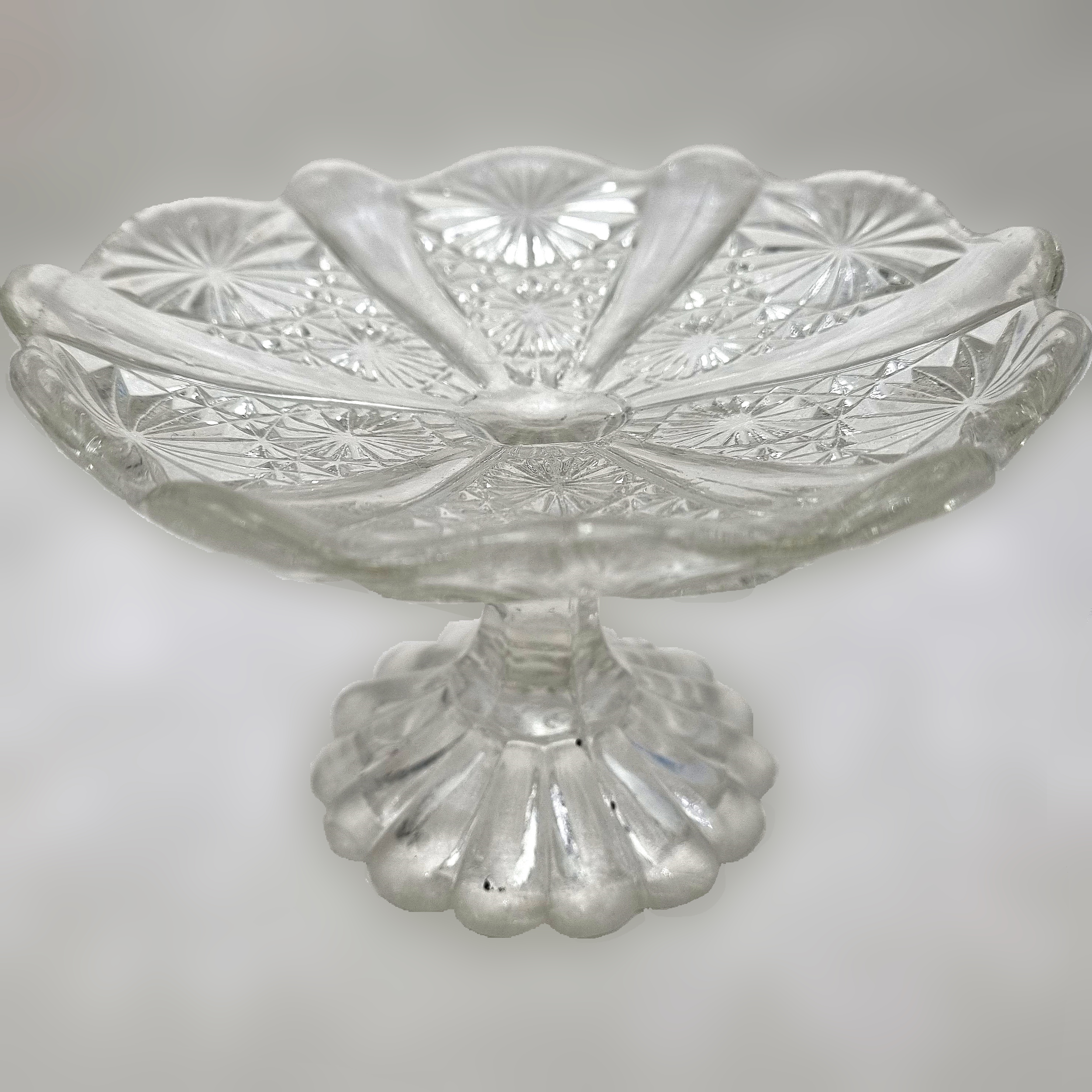
Ваза на ножке №56, прессованное стекло, гута Телеханы
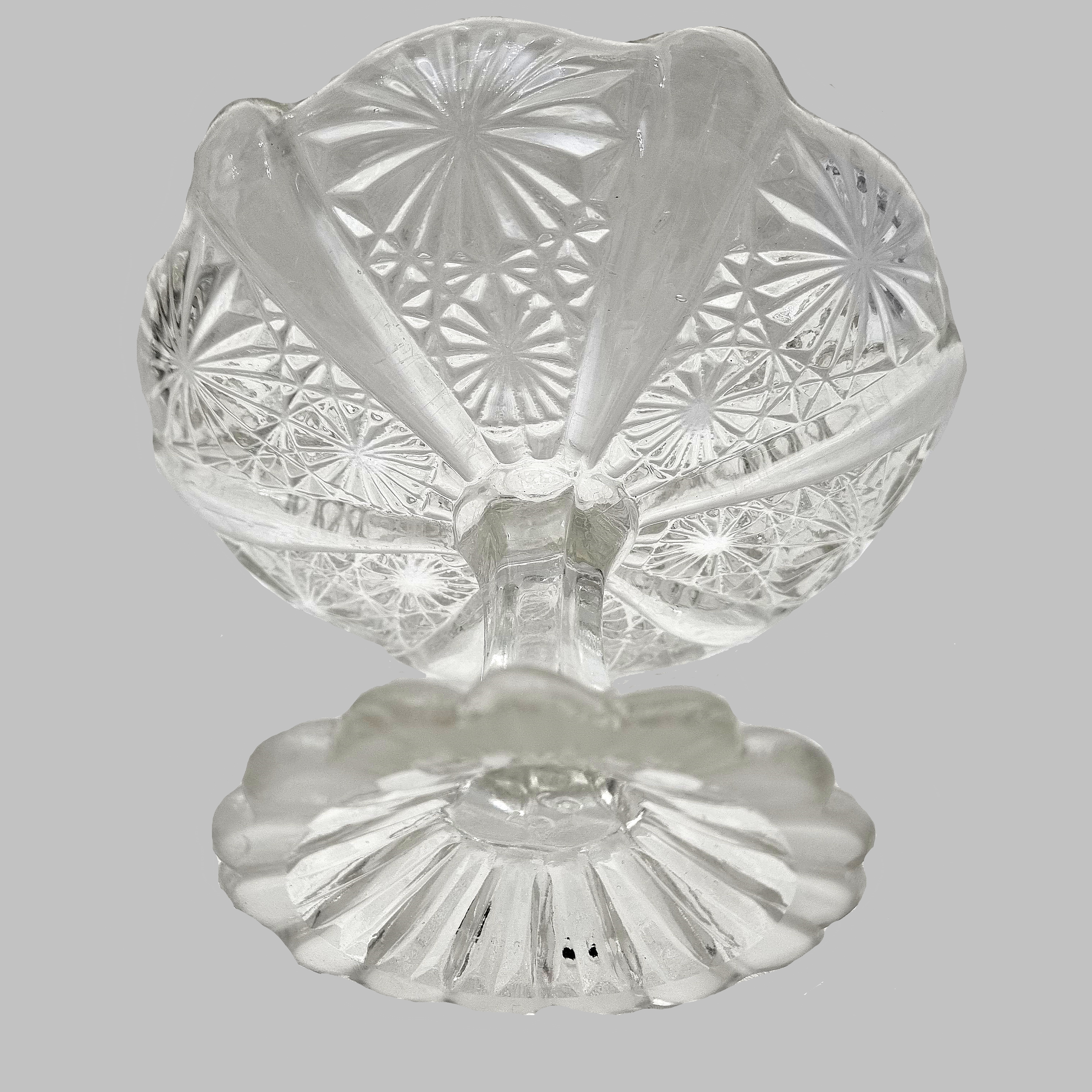
Ваза на ножке №56, прессованное стекло, гута Телеханы
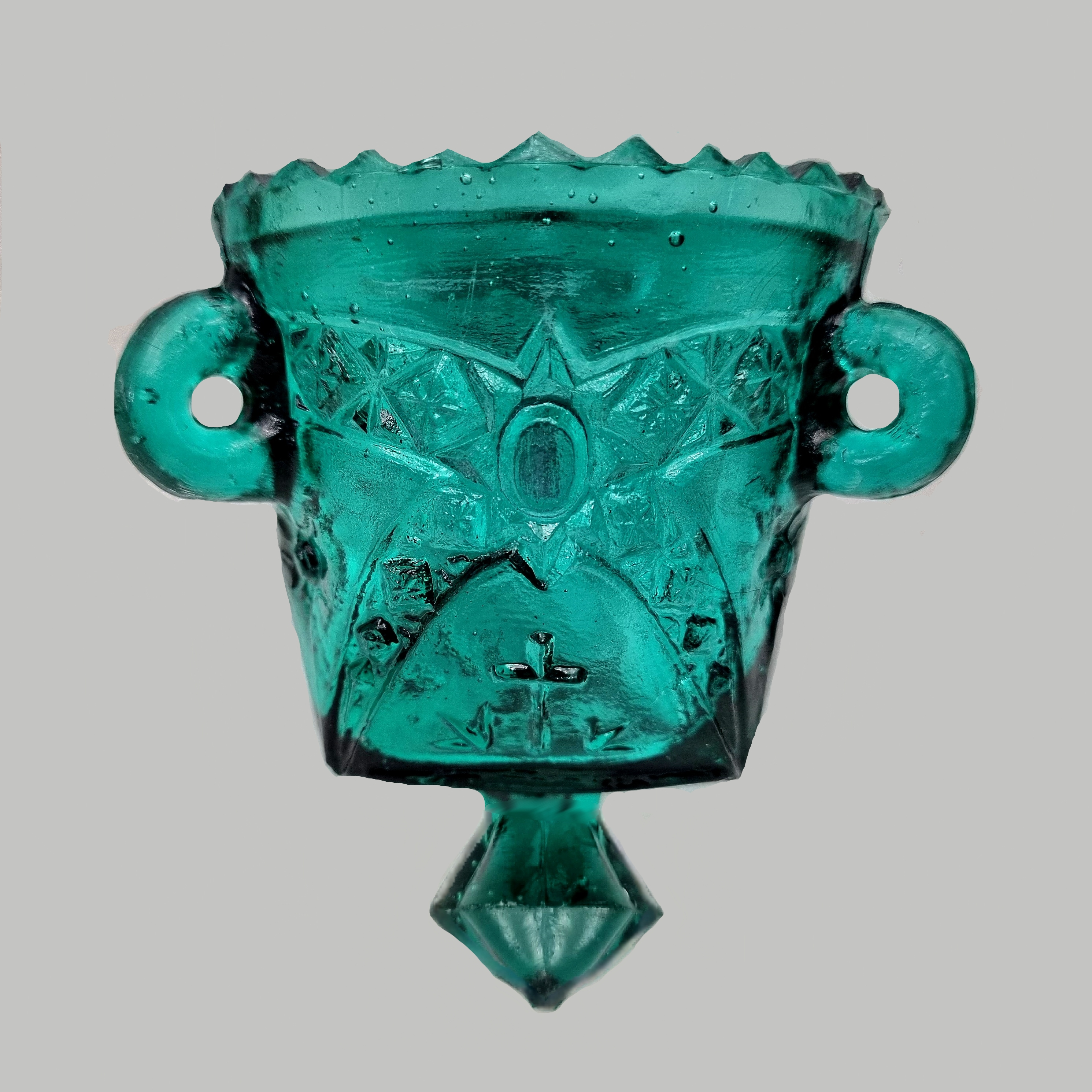
Лампадка прессованного стекла,  гута Телеханы

## Первая мировая война
Первая мировая война стала причиной полной остановки завода. В сентябре 1915 года вся Польша и часть Минской губернии были оккупированы немецкими войсками. Телеханы были сожжены. Жителей успели вывезти на Кубань и в Оренбургскую губернию. Линия фронта по Огинскому каналу проходила почти четыре года. Шлюзы были сожжены при отходе немецких войск осенью 1918 года, сам канал был разрушен и обмелел. В феврале 1919 года Телеханы заняли польские войска под командованием Пилсудского. Люди стали возвращаться в Телеханы из эвакуации. На территории бывшего стеклозавода открылось лесопильное производство «Яков и Компания». Производство стекла больше не восстанавливалось.